# Pardosa mira
Pardosa mira là một loài nhện trong họ Lycosidae.
Loài này thuộc chi Pardosa. Pardosa mira được Lodovico di Caporiacco miêu tả năm 1941.